# ATP de 's-Hertogenbosch
O ATP de 's-Hertogenbosch (também conhecido como Libéma Open, para fins de patrocínio), é um torneio profissional de tênis masculino disputado em quadra de grama em , nos Países Baixos.
O torneio de 2009 entrou para a história do esporte por um fato curioso: o tenista Raemon Sluiter, então número 866 do mundo, chegou à decisão do torneio, tornando-se o tenista de pior ranking em todos os tempos a chegar a uma final de um ATP. Na final, ele enfrentou um qualifier (Benjamin Becker), que, para de um evento deste porte, é algo surpreendente.

## Finais

### Simples
| Ano                                                                | Campeão               | Vice-campeão       | Resultado       |
| ------------------------------------------------------------------ | --------------------- | ------------------ | --------------- |
| 2024                                                               | Alex de Minaur        | Sebastian Korda    | 6–2, 6–4        |
| 2023                                                               | Tallon Griekspoor     | Jordan Thompson    | 46–7, 7–63, 6–3 |
| 2022                                                               | Tim van Rijthoven     | Daniil Medvedev    | 6–4, 6–1        |
| Torneio não realizado em 2021 e 2020 devido à pandemia de COVID-19 |                       |                    |                 |
| 2019                                                               | Adrian Mannarino      | Jordan Thompson    | 7–67, 6–3       |
| 2018                                                               | Richard Gasquet       | Jérémy Chardy      | 6–3, 7–65       |
| 2017                                                               | Gilles Müller         | Ivo Karlović       | 7–65, 7–64      |
| 2016                                                               | Nicolas Mahut         | Gilles Müller      | 6–4, 6–4        |
| 2015                                                               | Nicolas Mahut         | David Goffin       | 7–61, 6–1       |
| 2014                                                               | Roberto Bautista Agut | Benjamin Becker    | 2–6, 7–62, 6–4  |
| 2013                                                               | Nicolas Mahut         | Stanislas Wawrinka | 6–3, 6–4        |
| 2012                                                               | David Ferrer          | Philipp Petzschner | 6–3, 6–4        |
| 2011                                                               | Dmitry Tursunov       | Ivan Dodig         | 6–3, 6–2        |
| 2010                                                               | Sergiy Stakhovsky     | Janko Tipsarević   | 6–3, 6–0        |
| 2009                                                               | Benjamin Becker       | Raemon Sluiter     | 7–5, 6–3        |
| 2008                                                               | David Ferrer          | Marc Gicquel       | 6–4, 6–2        |
| 2007                                                               | Ivan Ljubičić         | Peter Wessels      | 7–6, 4–6, 7–6   |
| 2006                                                               | Mario Ančić           | Jan Hernych        | 6–0, 5–7, 7–5   |
| 2005                                                               | Mario Ančić           | Michaël Llodra     | 7–5, 6–4        |
| 2004                                                               | Michaël Llodra        | Guillermo Coria    | 6–3, 6–4        |
| 2003                                                               | Sjeng Schalken        | Arnaud Clément     | 6–3, 6–4        |
| 2002                                                               | Sjeng Schalken        | Arnaud Clément     | 3–6, 6–3, 6–2   |
| 2001                                                               | Lleyton Hewitt        | Guillermo Cañas    | 6–3, 6–4        |
| 2000                                                               | Patrick Rafter        | Nicolas Escudé     | 6–1, 6–3        |
| 1999                                                               | Patrick Rafter        | Andrei Pavel       | 3–6, 7–67, 6–4  |
| 1998                                                               | Patrick Rafter        | Martin Damm        | 7–62, 6–2       |
| 1997                                                               | Richard Krajicek      | Guillaume Raoux    | 6–4, 7–67       |
| 1996                                                               | Richey Reneberg       | Stephane Simian    | 6–4, 6–0        |
| 1995                                                               | Karol Kučera          | Anders Järryd      | 7–67, 7–64      |
| 1994                                                               | Richard Krajicek      | Karsten Braasch    | 6–3, 6–4        |
| 1993                                                               | Arnaud Boetsch        | Wally Masur        | 3–6, 6–3, 6–3   |
| 1992                                                               | Michael Stich         | Jonathan Stark     | 6–4, 7–5        |
| 1991                                                               | Christian Saceanu     | Michiel Schapers   | 6–1, 3–6, 7–5   |
| 1990                                                               | Amos Mansdorf         | Alexander Volkov   | 6–3, 7–6        |

### Duplas
| Ano                                                                | Campeões                           | Vice-campeões                        | Resultado                          |
| ------------------------------------------------------------------ | ---------------------------------- | ------------------------------------ | ---------------------------------- |
| 2024                                                               | Nathaniel Lammons Jackson Withrow  | Wesley Koolhof Nikola Mektić         | 7–65, 7–63                         |
| 2023                                                               | Wesley Koolhof Neal Skupski        | Gonzalo Escobar Aleksandr Nedovyesov | 7–61, 6–2                          |
| 2022                                                               | Wesley Koolhof Neal Skupski        | Matthew Ebden Max Purcell            | 4–6, 7–5, [10–6]                   |
| Torneio não realizado em 2021 e 2020 devido à pandemia de COVID-19 |                                    |                                      |                                    |
| 2019                                                               | Dominic Inglot Austin Krajicek     | Marcus Daniell Wesley Koolhof        | 6–4, 4–6, [10–4]                   |
| 2018                                                               | Dominic Inglot Franko Škugor       | Raven Klaasen Michael Venus          | 7–63, 7–5                          |
| 2017                                                               | Łukasz Kubot Marcelo Melo          | Raven Klaasen Rajeev Ram             | 6–3, 6–4                           |
| 2016                                                               | Mate Pavić Michael Venus           | Dominic Inglot Raven Klaasen         | 3–6, 6–3, [11–9]                   |
| 2015                                                               | Ivo Karlović Łukasz Kubot          | Pierre-Hugues Herbert Nicolas Mahut  | 6–2, 7–69                          |
| 2014                                                               | Jean-Julien Rojer Horia Tecău      | Santiago González Scott Lipsky       | 6–3, 7–63                          |
| 2013                                                               | Max Mirnyi Horia Tecău             | Andre Begemann Martin Emmrich        | 6–3, 7–64                          |
| 2012                                                               | Robert Lindstedt Horia Tecău       | Juan Sebastián Cabal Dmitry Tursunov | 6–3, 7–61                          |
| 2011                                                               | Daniele Bracciali František Čermák | Robert Lindstedt Horia Tecău         | 6–3, 2–6, [10–8]                   |
| 2010                                                               | Robert Lindstedt Horia Tecău       | Lukáš Dlouhý Leander Paes            | 1–6, 7–5, [10–7]                   |
| 2009                                                               | Wesley Moodie Dick Norman          | Johan Brunström Jean-Julien Rojer    | 7–63, 86–7, [10–5]                 |
| 2008                                                               | Mario Ančić Jurgen Melzer          | Mahesh Bhupathi Leander Paes         | 7–65, 6–3                          |
| 2007                                                               | Jeff Coetzee Rogier Wassen         | Martin Damm Leander Paes             | 3–6, 7–6, [12–10]                  |
| 2006                                                               | Martin Damm Leander Paes           | Arnaud Clément Chris Haggard         | 6–1, 7–6                           |
| 2005                                                               | Cyril Suk Pavel Vízner             | Tomáš Cibulec Leoš Friedl            | 6–3, 6–4                           |
| 2004                                                               | Martin Damm Cyril Suk              | Lars Burgsmüller Jan Vacek           | 6–3, 6–7, 6–3                      |
| 2003                                                               | Martin Damm Cyril Suk              | Donald Johnson Leander Paes          | 7–5, 7–6                           |
| 2002                                                               | Martin Damm Cyril Suk              | Paul Haarhuis Brian MacPhie          | 7–6, 6–7, 6–4                      |
| 2001                                                               | Paul Haarhuis Sjeng Schalken       | Martin Damm Cyril Suk                | 6–4, 6–4                           |
| 2000                                                               | Martin Damm Cyril Suk              | Paul Haarhuis Sandon Stolle          | 6–4, 6–7, 7–6                      |
| 1999                                                               | Final não realizada devido à chuva | Final não realizada devido à chuva   | Final não realizada devido à chuva |
| 1998                                                               | Guillaume Raoux Jan Siemerink      | Joshua Eagle Andrew Florent          | 6–3, 3–6, 6–1                      |
| 1997                                                               | Jacco Eltingh Paul Haarhuis        | Trevor Kronemann David Macpherson    | 6–4, 7–5                           |
| 1996                                                               | Paul Kilderry Pavel Vízner         | Anders Järryd Daniel Nestor          | 7–5, 6–3                           |
| 1995                                                               | Richard Krajicek Jan Siemerink     | Hendrik Jan Davids Andrei Olhovskiy  | 7–5, 6–3                           |
| 1994                                                               | Stephen Noteboom Fernon Wibier     | Diego Nargiso Peter Nyborg           | 6–3, 1–6, 7–6                      |
| 1993                                                               | Patrick McEnroe Jonathan Stark     | David Adams Andrei Olhovskiy         | 7–6, 1–6, 6–4                      |
| 1992                                                               | Jim Grabb Richey Reneberg          | John McEnroe Michael Stich           | 6–4, 6–7, 6–4                      |
| 1991                                                               | Hendrik Jan Davids Paul Haarhuis   | Richard Krajicek Jan Siemerink       | 6–3, 7–6                           |
| 1990                                                               | Jakob Hlasek Michael Stich         | Jim Grabb Patrick McEnroe            | 7–6, 6–3                           |